# آربيرغ (سويسرا)
آربيرغ (بالألمانية: Aarberg) هي بلدية ضمن مقاطعة سيلاند في كانتون برن بسويسرا. يقدر عدد سكانها بـ 3,963 نسمة.

## أعلام
- فلوريانا إسماعيلي
- توماس بيكل
- كورت فوتريخ